# تفریحات برهنه
تفریح برهنه به فعالیت‌هایی اطلاق می‌شود که برخی افراد هنگام برهنگی انجام می‌دهند. از نظر تاریخی، المپیک باستان رویدادهایی برهنه بودند. هنوز هم برخی جوامع در آفریقا، اقیانوسیه و آمریکای جنوبی وجود دارند که به انجام فعالیت‌های عمومی روزمره—شامل ورزش—بدون لباس ادامه می‌دهند، در حالی که در بیشتر نقاط جهان، فعالیت‌های برهنه در فضاهای خصوصی یا در مناطق عمومی با امکان انتخاب لباس صورت می‌گیرد. رویدادهای گاه به گاه، مانند دوچرخه‌سواری برهنه، ممکن است در فضاهای عمومی رخ دهند که در آنجا برهنگی معمولاً مجاز نیست.
در حالی که فعالیت‌های تفریحی برهنه ممکن است شامل ورزش‌هایی مانند تنیس یا والیبال شوند، فعالیت‌های ورزشی برهنه معمولاً تفریحی هستند تا رقابتی یا سازمان‌دهی‌شده.

## تاریخچه و اصطلاحات
تفریح به هر فعالیت انسانی اطلاق می‌شود که برای لذت (یا بازی) در زمان فراغت انجام می‌شود، برخلاف فعالیت‌هایی که برای بقا ضروری هستند. از نظر تاریخی، این بدان معناست که تفریح تنها پس از آن وجود داشت که جامعه انسانی به مرحله‌ای رسید که زمان فراغت ایجاد شد، شاید در اواخر دوران سنگ (پارینه‌سنگی زبرین)، همان‌طور که از نخستین ظهور غارنگارهها و سازهای موسیقی مشخص است.
مفاهیم مدرن تفریح با تمدن‌های باستانی آغاز می‌شود. ورزش به هر فعالیتی اطلاق می‌شود که به عنوان فعالیتی نیازمند مهارت فیزیکی شناخته می‌شود. هر ورزشی ممکن است برای شرکت‌کنندگان تفریحی باشد، در حالی که تماشای ورزش‌ها برای تماشاگران یک تفریح است.

## تفریح برهنه‌گرایان
برهنه‌گرایی یا برهنه‌گرایی، یک جنبش فرهنگی است که به انجام، ترویج و دفاع از برهنگی شخصی و اجتماعی می‌پردازد که بیشتر، اما نه تماماً، در املاک خصوصی اتفاق می‌افتد. این اصطلاح همچنین به سبکی از زندگی اشاره دارد که بر اساس برهنگی شخصی، خانوادگی یا اجتماعی استوار است. تحقیقات نشان می‌دهد که برخلاف نظر عمومی، برهنه‌گرایان اعضای معمولی جامعه هستند که در فعالیت‌های اجتماعی مانند والیبال، شنا و تنیس به همان روشی که در سایر استراحتگاه‌ها انجام می‌دهند، فقط بدون لباس شرکت می‌کنند.

### روز جهانی باغبانی برهنه
افراد در سراسر جهان در روز جهانی باغبانی برهنه (WNGD)، که هر ساله در ماه مه برگزار می‌شود، تشویق می‌شوند که باغ‌های خود را در حالت برهنه مراقبت کنند. این روز توسط Body Freedom Collaborative سازماندهی شد. از آنجا که ماه مه در نیوزیلند ماهی سرد است، فدراسیون برهنه‌گرایان نیوزیلند روز ملی باغبانی برهنه را در ماه اکتبر برگزار کرده است.

### دوچرخه‌سواری
یک سواری دوچرخه با امکان انتخاب لباس رویداد دوچرخه‌سواری است که در آن برهنگی مجاز یا مورد انتظار است. در سراسر جهان بسیاری از رویدادهای دوچرخه‌سواری با امکان انتخاب لباس برگزار می‌شود. برخی از این سواری‌ها سیاست، تفریح، هنر یا ترکیبی منحصر به فرد از این‌ها هستند. برخی از آن‌ها برای ترویج آزادی سینه‌لختی، جنبشی اجتماعی برای اعطای حق برهنه بودن بالاتنه به زنان و دختران در اماکن عمومی که مردان و پسران این حق را دارند، استفاده می‌شوند. بسیاری از سواری‌های سیاسی ریشه در کریتیکال مس دارند و اغلب به عنوان نوعی اعتراض، تئاتر خیابانی، جشن‌واره روی چرخ، دویدن برهنه، برهنگی و برهنه‌گرایی توصیف یا دسته‌بندی می‌شوند؛ بنابراین، آن‌ها طیف گسترده‌ای از شرکت‌کنندگان را جذب می‌کنند.

### نقاشی بدن

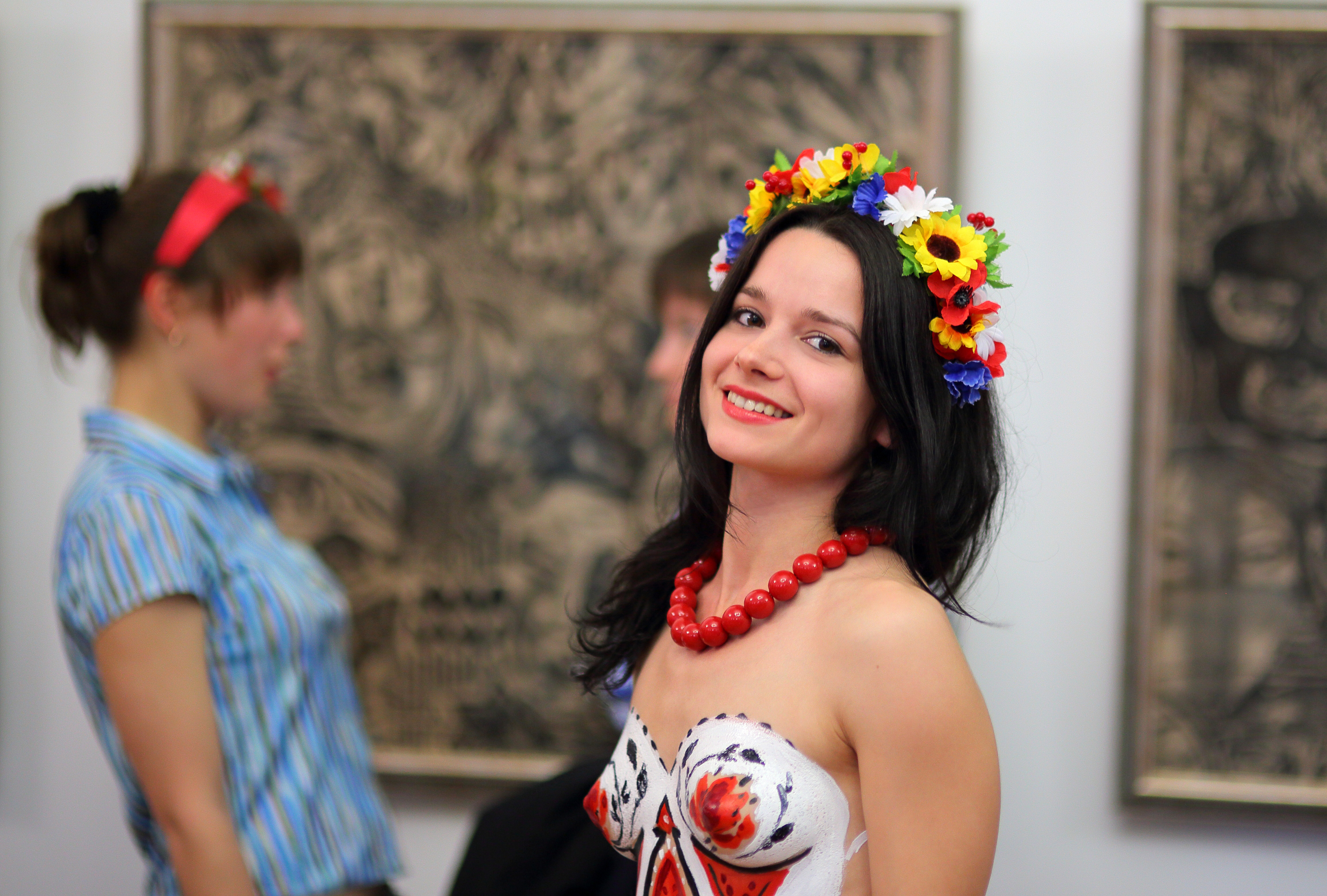
زنی که در یک گالری هنری نقاشی بدن دارد (۲۰۱۲)

هنر بدنی (مانند نقاشی بدن) یک شکل رایج از بیان خلاقانه است که برای ترویج آزادی بدن استفاده می‌شود و اغلب بخشی از سایر رویدادهای با امکان انتخاب لباس است. از آنجا که بدن به‌طور فنی پوشیده است، اگر نقاشی بدن در مکان‌های خصوصی انجام شود، نقاشی کامل بدن قوانین مربوط به برهنگی عمومی را نقض نمی‌کند، و پلیس تصمیم‌گیری‌های خود را بر اساس قوانین دیگر انجام می‌دهد.

### بولینگ
بولینگ برهنه به برهنه‌گرایان فرصتی برای لذت بردن از تفریح‌های داخل سالن در هوای سرد یا در مکان‌هایی که فرصت‌های فضای باز محدود است، می‌دهد. این فعالیت‌ها معمولاً در سالن‌های بولینگ تجاری برگزار می‌شود که آماده‌اند امکانات خود را برای گروه‌های برهنه‌گرا به مدت معین اجاره دهند تا مشارکت را محدود به اعضای گروه کنند.